# Merle Frohms
Merle Frohms, född 28 januari 1995 i Celle, är en tysk fotbollsspelare (målvakt) som spelar för VfL Wolfsburg och det tyska landslaget. Hon agerade förstemålvakt för Tyskland under Europamästerskapet i England år 2022, och spelade totalt sex matcher i turneringen där laget gick till final.